# Patrick Bakker

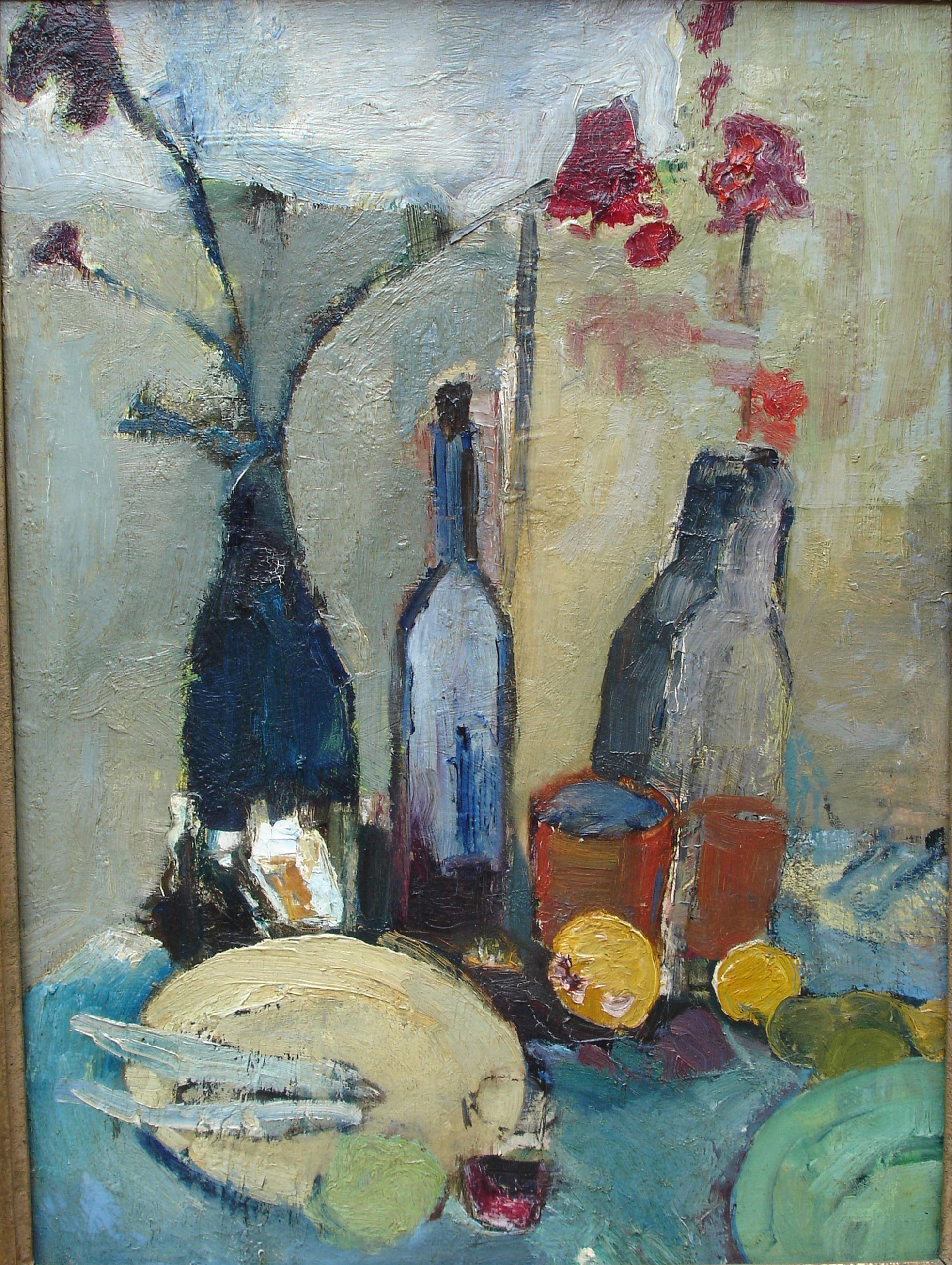
De scheve fles (La botella), 1932 : óleo/ tela, 48 x 66 cm, col. privada.

Albert Patrick Sicco Bakker (Apeldoorn, Países Bajos, 12 de noviembre de 1910-Ámsterdam, 28 de diciembre de 1932) fue un artista holandés. Muerto con apenas 22 años, el malogrado artista, con numerosas obras al óleo o dibujos al pastel fue considerado un "prodigio" en el famoso Dictionnaire Bénézit. A pesar de su corta vida, dejó una gran colección de obras caracterizadas por su libertad expresiva en el uso del color.

## Biografía
Patrick Bakker tuvo una vida acelerada. Viajó profusamente por Francia, Inglaterra, Alemania y más tarde por Venecia o Viena. En 1928 abandonó sus estudios y se fue a Ámsterdam a trabajar en primer lugar con Geert Grauss, y más tarde, en 1929, con Martin Monnikendam. En septiembre de 1931, a pesar de su delicada salud, marchó a París, para estudiar primero en la Académie Julian y después en la Académie Colarossi. En la primavera de 1932 pasó al estudio de Lucien Simon en la Escuela de Artes. Conoció a artistas como André Lhote, Fernand Léger, Conrad Kikkert o Piet Mondrian.

## Trabajo
En sus pinturas al óleo o pastel destaca especialmente el uso del color. En los mismos años en que muchos artistas holandeses como Dick Ket, Raoul Hynckes o Pyke Koch creaban imágenes oníricas, cargadas de cierta brutalidad y misterio pero de factura impecable y brillante, la pintura de Patrick Bakker se inclina por una factura sensual y expresiva, casi expresionista. Sus temas son tradicionales -desnudos, paisajes, retratos, naturalezas muertas- pero su representación es objeto de investigación continua, centrada principalmente en su cromatismo, que es quizás la contribución más personal del pintor: evitar el tropismo de los colores primarios presentes en los expresionistas alemanes o en los pintores holandeses del grupo De Ploeg (con la posible excepción de George Martens). Su color tampoco es impresionista, sino que cultiva tonos agridulces y disonantes, a veces deliberadamente sucios, con cierta violencia controlada en la expresión.

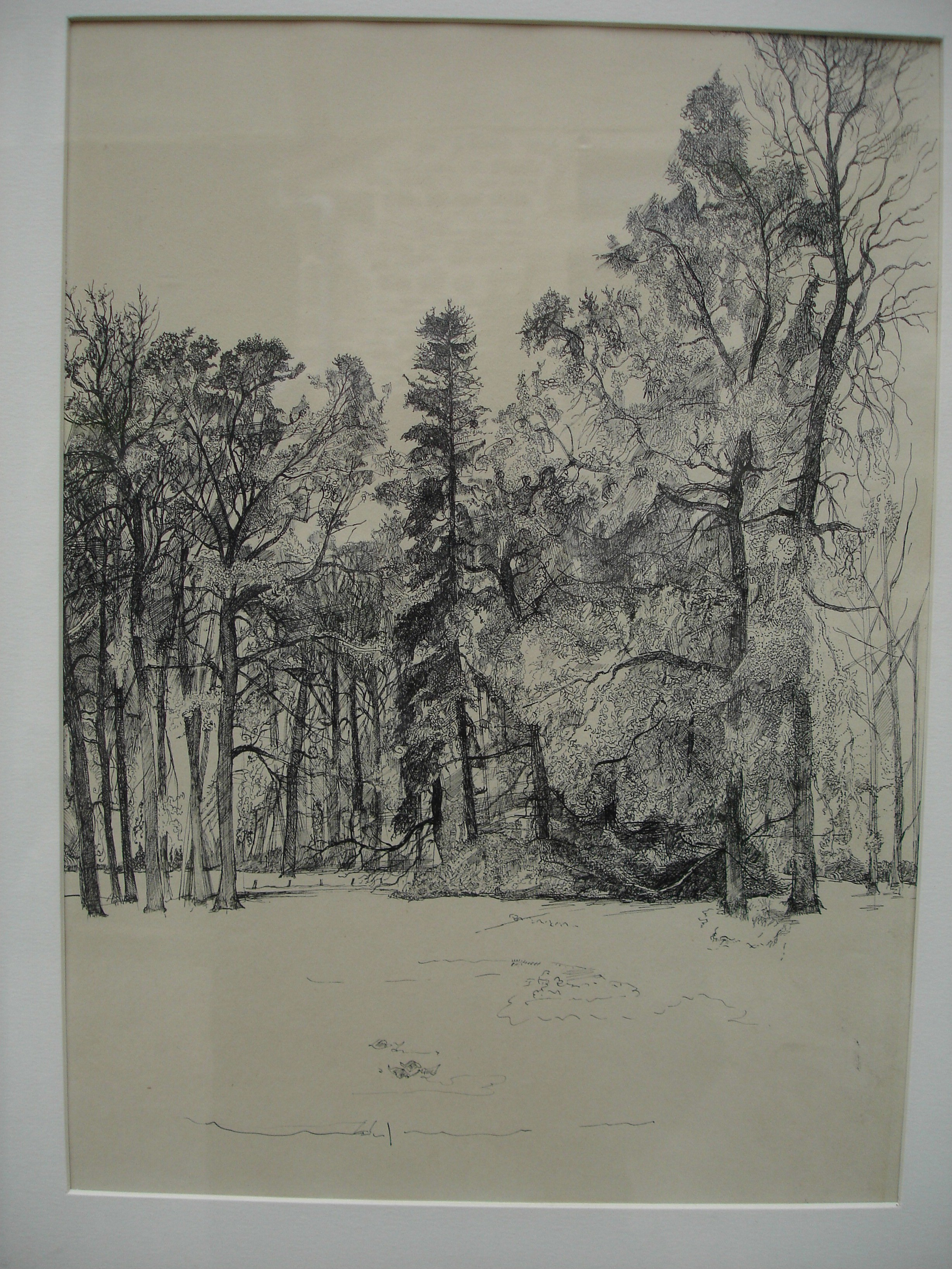
Árboles en Nieuw-Amelisweerd, 1931 : tinta/ papel, 26 x 35 cm, colec. privada.

Sus tintas, por el contrario, especialmente las del final, son a menudo de gran delicadeza y demuestran la calidad innata de su dibujo: vistas de París, arboledas, valles, que se ejecutan con una pluma fina, elegante y meticulosa, que alterna espacios grandes que quedan en blanco en la hoja y pasajes con textura extremadamente trabajada.

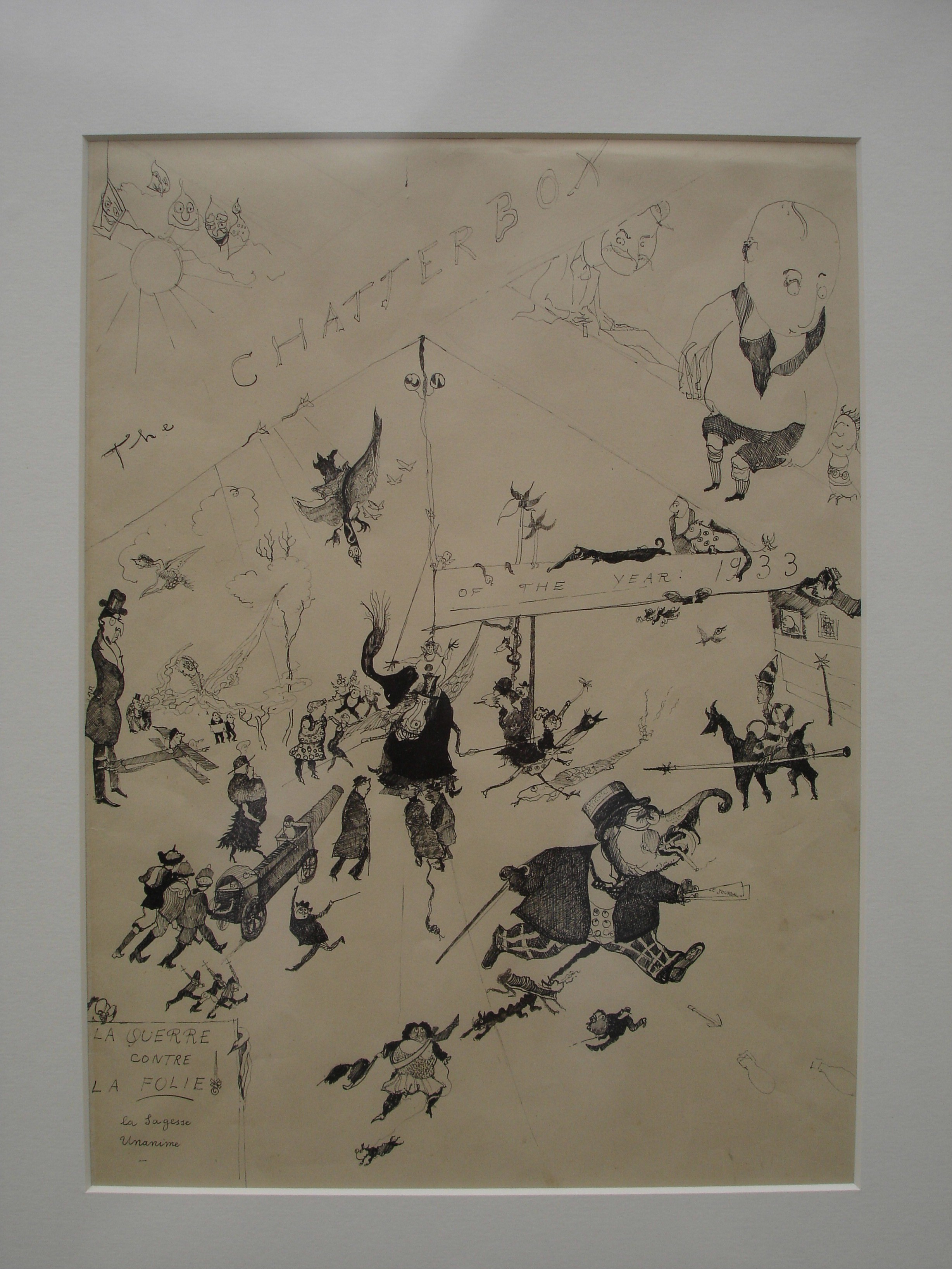
Chatterbox (1933), proyecto de cubierta, 1931 : tinta/ papel, 27 x 37 cm, colec. privada.

También debe tenerse en cuenta que, desde muy joven, Patrick Bakker siempre practicó profusamente, al mismo tiempo, el arte de la caricatura y la ilustración. Incluso sus textos y poemas, que obviamente eran para uso privado, fueron cuidadosamente recopilados por él e ilustrados con pequeños dibujos alusivos, a menudo llenos de personajes y figuras que hacen pensar, detrás de la burla, en una imaginación fértil y ansiosa.

## Exposiciones
Patrick Bakker solo expuso una vez en vida. Fue en 1932, en el Henri Cohen Atelier voor Binnenhuiskunst. Después de su muerte, hubo otras exposiciones: en la Galería J. Goudstikker (1934), en el Museo Boijmans Van Beuningen (1936), en el Kunstzaal voor Kunst de Utrecht (1938) y finalmente, después de la guerra, en el Museo Van Abbe de Eindhoven (1958/1959). Además de un retrato, algunas obras permanecieron en las colecciones del Museo Boijmans Van Beuningen tras la exposición de 1936, aunque, de manera general, su obra se conserva principalmente en colecciones privadas, fundamentalmente de descendientes de la familia Bakker. También cabe destacar que solo se exhibieron sus lienzos y tintas; en cuanto a sus poemas y sus muchos dibujos imaginativos, han permanecido, hasta ahora, desconocidos para el público.